# Egge-Nord (LP)
Das Naturschutzgebiet Egge-Nord (LP) liegt auf dem Gebiet der Stadt Bad Lippspringe im Kreis Paderborn und der kreisfreien Stadt Paderborn in Nordrhein-Westfalen. Das aus drei Teilflächen bestehende Gebiet erstreckt sich westlich und nordwestlich des Kernortes Altenbeken und südöstlich der Kernstadt Schlangen. Westlich verläuft die Landesstraße L 937 und östlich die L 828.

## Bedeutung
Das etwa 332 ha große Gebiet wurde im Jahr 1996 unter der Schlüsselnummer PB-024 unter Naturschutz gestellt.